# Одрада (Прилуцький район)
Одрада — колишнє село в Чернігівській області.
Географичні коордінаті 50.395990;32.166364 (50°23'46'' 32°9'59'')

## Короткі відомості
У 1862 році на хуторі володарському  Отрада (Штемберхив) було 5 дворів де жило 26 осіб
У 1911 році на хуторі Одрада жило 64 особи
Є на мапах: 1941, 1912, 1871, 1869 та 1826-1840 роки
В часі винищення голодом 1932—1933 років померло не менше 1 людини.
В 1970-х роках підпорядковувалося сільраді села Білошапки.
Ліквідоване у період 1972—1986 років «в зв'язку з переселенням жителів».